# Jacques Richir
Pour les articles homonymes, voir Richir.
Jacques Richir est un homme politique français, né le 4 novembre 1952 à Abbeville, il vit à Lille depuis 1968. Il est adjoint Mouvement démocrate de la mairie de Lille depuis 2008.

## Biographie
Médecin de profession, il est membre du conseil d'administration de l’Institut catholique de Lille et des hôpitaux. 
Jacques Richir est également administrateur de l’Institut Pasteur de Lille, et de l’Opéra de Lille.

## Mandats
Colistier de Mme Colette Codaccioni, chef de l'opposition à Lille et députée, élue en 1993, il devient député le 19 juin 1995 lorsque celle-ci est nommée membre du 1er gouvernement d'Alain Juppé.
Élu conseiller municipal de Lille depuis 1989. Il est le 4e adjoint de Martine Aubry depuis 2008. Ce poste fait suite à la fusion de liste du mouvement démocrate qu'il menait avec la liste socialiste au second tour de l'élection municipale. 
Élu conseiller régional du Nord en 2002